# 罗伯特·布卢姆

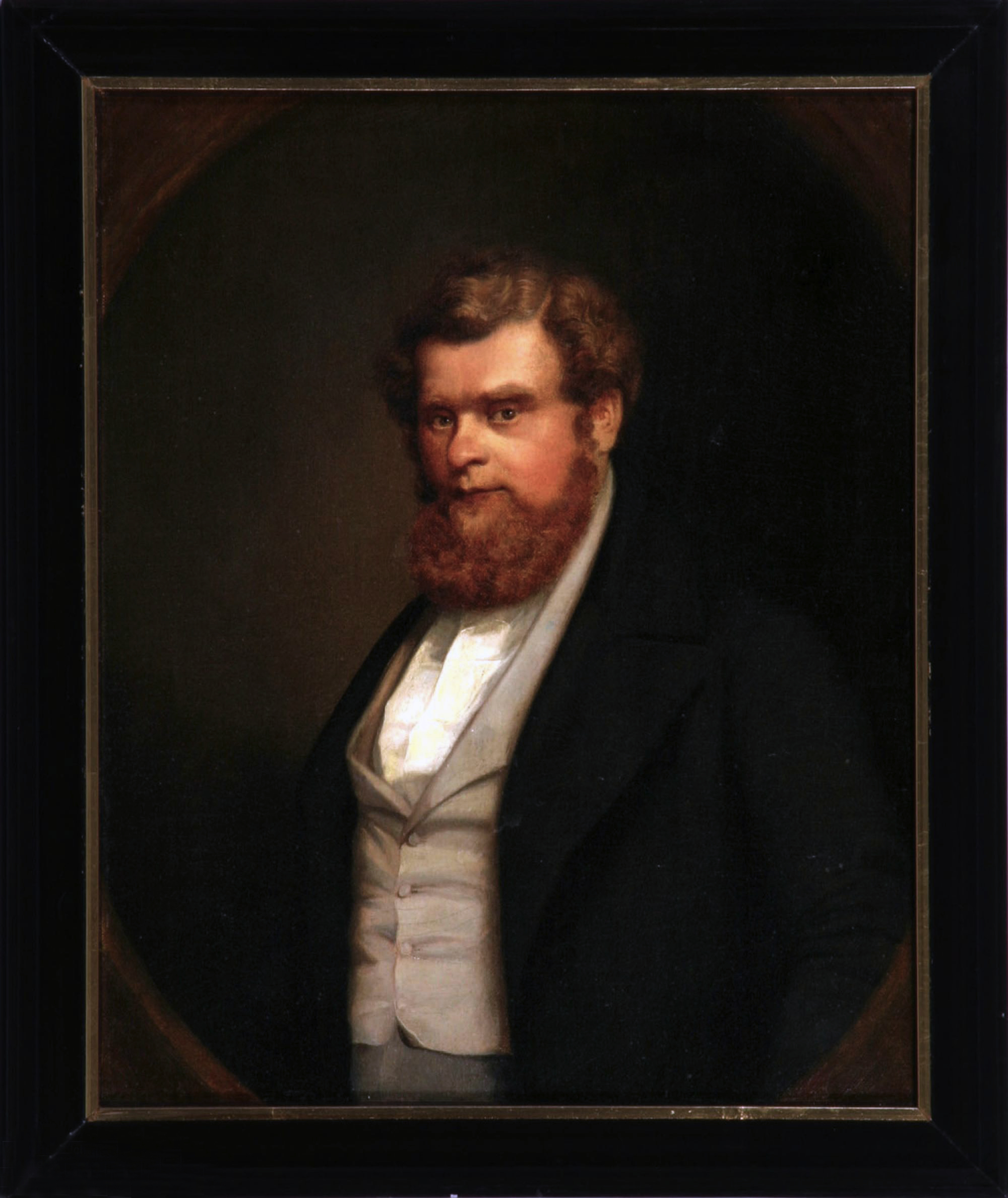
1845至48年間的羅伯特·布盧姆

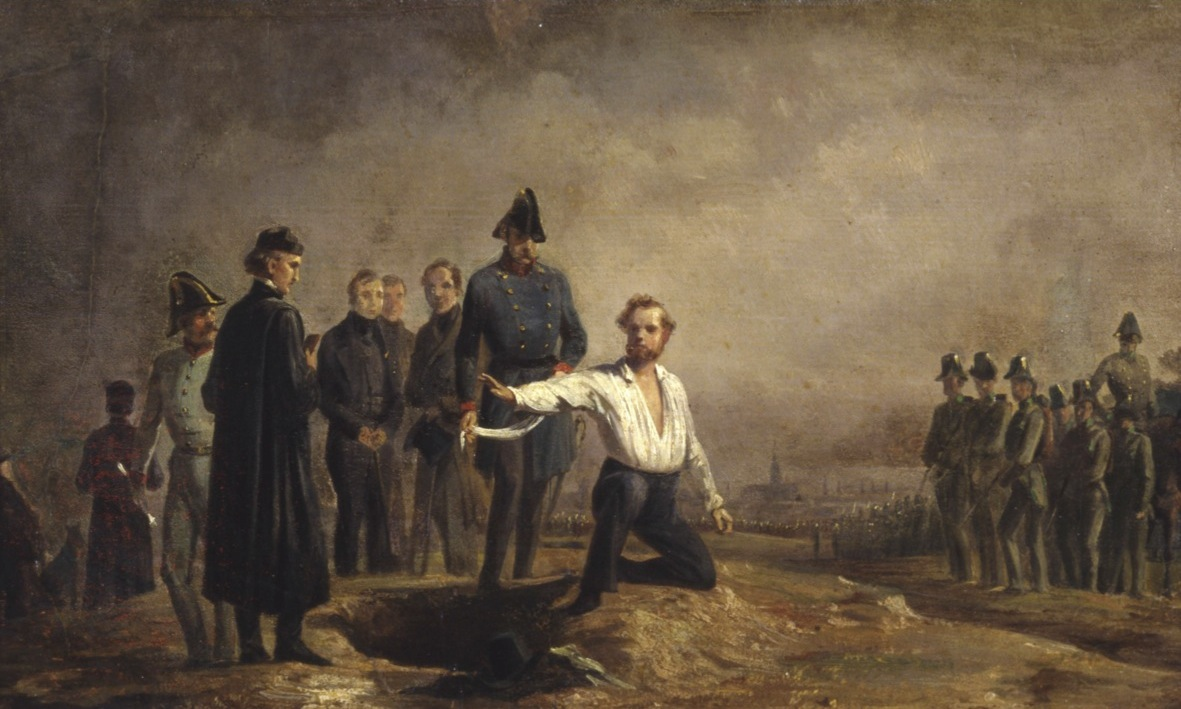
羅伯特·布盧姆被處刑

羅伯特·布盧姆（德語：Robert Blum，1807年11月10日—1848年11月9日）是德國的民主政治家、社會活動家、詩人、出版商、革命家和1848年法蘭克福國民議會的議員。在為建立一個強大而統一的德國而戰的同時，他反對種族中心主義。他堅信沒有一個民族可以統治另一個民族。因此，他是普魯士瓜分和佔領波蘭的反對者，並與那裡的革命主義者保持聯繫。布盧姆是反猶太主義的批評者，支持天主教，並為兩性平等而奮鬥。儘管他獲得了國民議會議員的豁免權，但在維也納的倫敦城（Stadt London）酒店逗留期間被捕，並因在參與了1848年德國各邦國的革命運動並擁有巨大影響力而於11月9日被奧地利政府處決。

## 外部連結
- . . 1921.
- Archive of Robert Blum Papers at the International Institute of Social History